# Ursus americanus vancouveri
El oso negro de Vancouver (Ursus americanus vancouveri) es una subespecie de oso negro, mamíferos carnívoros de la familia Ursidae.

## Descripción
Es tan grande como Ursus americanus carlottae Osgood pero tiene los dientes más pequeños.

## Distribución
Se encuentra en la isla de Vancouver e islas adyacentes, Columbia Británica (Canadá).